# Esperance (ville, New York)
Ne doit pas être confondu avec Esperance (village, New York).
Esperance est une ville du comté de Schoharie, dans l'État de New York, aux États-Unis,. En 2010, elle comptait une population de 2 076 habitants.

## Démographie
Lors du recensement de 2010, la ville comptait une population de 2 076 habitants, tandis qu'en 2016, elle est estimée à 1 985 habitants.